# Styrax camporum
Styrax camporum är en storaxväxtart som beskrevs av Johann Baptist Emanuel Pohl. Styrax camporum ingår i släktet Styrax och familjen storaxväxter. Inga underarter finns listade i Catalogue of Life.